# Идентификация (химия)
Идентификация (от лат. indentifico — отождествляю) — установление тождества неизвестного соединения с другим известным. Для этого сопоставляют физико-химические константы, свойства и реакции обоих веществ. Перед идентификацией вещества тщательно очищают, проводят предварительное его исследование: сопоставляют агрегатное состояние, цвет, вязкость, испытывают на растворимость в воде, органических растворителях, основаниях и кислотах, определяют горючесть и другие свойства.